# Fabrice de Tolède
Pour les articles homonymes, voir Fabrice.
Fabrice de Tolède ou saint Fabrice ou saint Fabricien († 417) est un martyr vénéré avec Philibert à Tolède. Il fut le premier évêque de Porto au Portugal. Il est fêté le 22 août.